# Toodsi (Setomaa)
Toodsi est un hameau de la commune de Setomaa, situé dans le comté de Võru au sud-est de l'Estonie. Avant la réorganisation administrative d'octobre 2017, il faisait partie de la commune de Misso.
En 2019, la population s'élevait à 1 habitant.

## Géographie
Toodsi se situe dans le sud-est du comté de Võru, près de la frontière avec la Russie, à 30 km au sud-est de Võru.